# Артемьевская (Верховажский район)
Артемьевская — деревня в Верховажском районе Вологодской области.
Входит в состав Морозовского сельского поселения, с точки зрения административно-территориального деления — в Морозовский сельсовет.
Расстояние по автодороге до районного центра Верховажья — 31,3 км, до центра муниципального образования Морозово — 7 км. Ближайшие населённые пункты — Калитинская, Силинская-2, Бушницкая, Островская.
По переписи 2002 года население — 146 человек (75 мужчин, 71 женщина). Преобладающая национальность — русские (99 %).